# Бараба (городской округ Богданович)
Бараба — село в городском округе Богданович Свердловской области. Управляется Барабинским сельским советом.

## Географическое положение

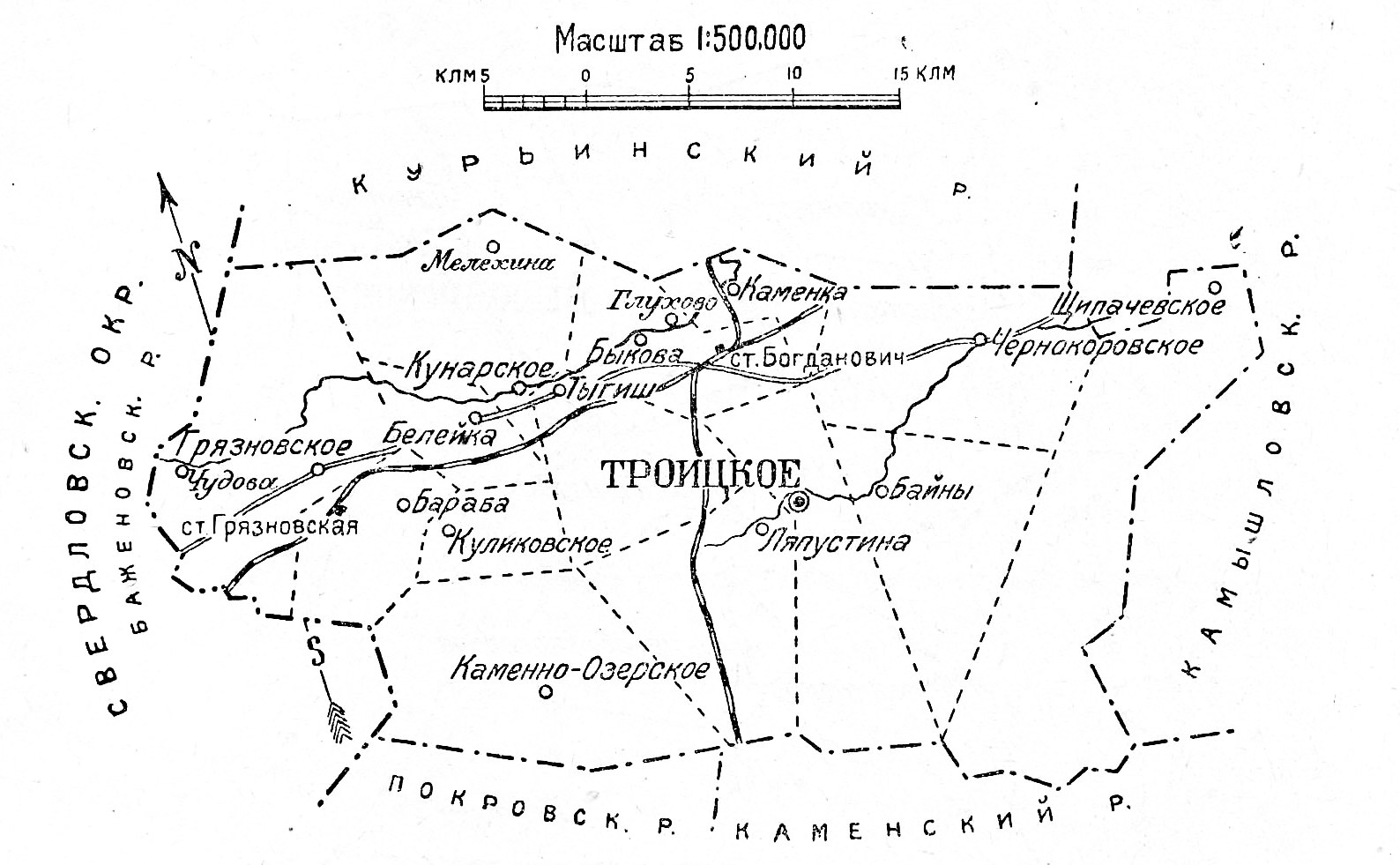
Бараба на схеме Богдановичского района; 1928 год

Село Бараба муниципального образования «Городской округ Богданович» расположено на восточном и южном берегах озера Кукуян, в 17 километрах (по автотрассе в 22 километрах) на запад от административного центра округа — города Богданович. В окрестностях села находится болото, а также гидрологический и ботанический природный памятник - озеро Кукуян, в 3 километрах к северу проходит Сибирский тракт, в 2,5 километрах к северо-западу находится железнодорожная станция Грязновская Свердловской железной дороги.

## История села
Поселение было основано в 1604 году.

## Школа
В 1895 году была открыта школа.

## Иоанновская церковь
В 1900 году в деревне уже была деревянная часовня. Часовня была перестроена в 1915 году в каменную, однопрестольную церковь, которая была освящена во имя блаженного Иоанна Устюжского. Церковь была закрыта в 1930 году, а в советское время была снесена.

## Население
| 2002 | 2010  | 2021 |
| ---- | ----- | ---- |
| 1277 | ↘1153 | ↘903 |

Структура
По данным переписи 2002 года национальный состав следующий: русские — 89 %. По данным переписи 2010 года в селе было: мужчин — 572, женщин — 581.

## Инфраструктура
Село разделено на восемь улиц (8 Марта, Восточная, Ленина, Лесная, Молодёжная, Октябрьская, Седова, Советская) и один переулок (Лесной), есть школа (МКОУ Барабинская средняя общеобразовательная школа), детский сад (МКДОУ Детский сад № 22) и почтовое отделение.